# Ann Graves

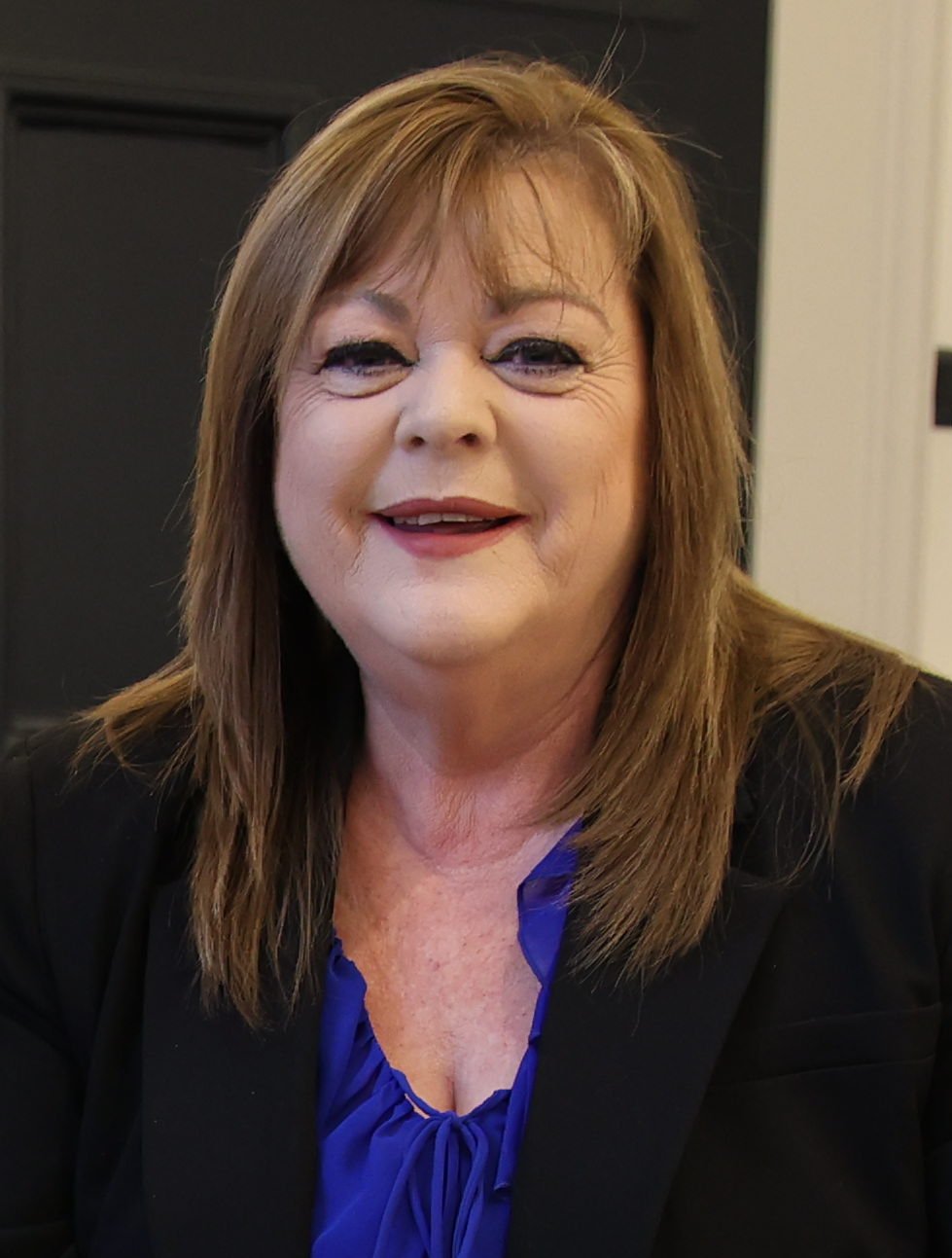
Ann Graves (2024)

Ann Graves ist eine irische Politikerin der Sinn Féin. Seit 2024 ist sie Teachta Dála im irischen Unterhaus Dáil Éireann.

## Leben
Graves lebte lange Zeit in Swords, kommt aber ursprünglich aus Drumcondra. Sie war als Vertrauensperson der Gewerkschaft SIPTU tätig. Sie arbeitete als Wahlkampfmitarbeiterin für Louise O’Reilly. 2018 konnte sie in den Fingal County Council nachrücken und wurde 2019 dort gewählt. 2024 verlor sie ihren Sitz bei den Wahlen wieder, konnte dann aber im September wiederum nachrücken.
Bei den Wahlen zum Dáil Éireann 2024 trat sie im Wahlkreis Dublin Fingal East an und wurde dort für die Sinn Féin gewählt.

## Privates
Ann Graves ist verheiratet und hat drei Kinder. 